# House of Worth
House of Worth — французский дом высокой моды, который специализируется на одежде от кутюр, прет-а-порте и парфюмерии. Исторический дом был основан в 1858 году дизайнером Чарльзом Фредериком Уортом. Дом продолжал работать при его потомках до 1952 года, окончательно был закрыт в 1956 году. В 1999 году бренд House of Worth был возрождён.

## История
Чарльз Фредерик Уорт открыл свой собственный дизайнерский дом в 1858 году в партнёрстве с Отто Бобергом в Париже на Рю-де-ля-Пэ. До этого он работал в Swan & Edgar Ltd и Lewis & Allenby в Лондоне и в Maison Gagelin в Париже. Именно в Gagelin он создал себе репутацию портного. В 1850-х годах его дизайн для Gagelin высоко отмечался на всемирных выставках в Лондоне и Париже.
Ещё когда Уорт работал в Gagelin, Дом был поставщиком приданого для вышедшей замуж испанской графини Евгении, ставшей императрицей Франции. После открытия собственного дома Уорт был представлен императрице и назначен придворным дизайнером. Её покровительство усилило его репутацию и способствовало деловым успехам. Уорт также одевал ведущих исполнительниц театра и оперы того времени: актрис Сару Бернар и Лилли Лэнгтри, и певиц Дженни Линд и Нелли Мельбу. Помимо этого, Уорт создавал для специальных событий своим лучшим клиентам такие вещи, как маскарадные костюмы и свадебные платья.
Уорт был известен тем, что готовил несколько дизайнов для каждого сезона, которые затем демонстрировались живыми моделями. Клиенты делали свой выбор и с них снимали мерки в его рабочих комнатах. Состоятельные женщины в XIX веке могли переодеваться четыре раза в день, и многие клиенты покупали себе весь гардероб у Уорта.
В 1871 году Уорт расстался с Бобергом. К этому времени его дом моды стал достаточно успешным международным бизнесом. После смерти Уорта в 1895 году его сыновья Гастон-Люсьен (1853—1924) и Жан-Филипп (1856—1926) взяли бизнес на себя.
В 1924 году, когда предприятием управлял уже внук основателя Жак, Дом вышел на парфюмерный рынок. Первый аромат разработал парфюмер Морис Бланше (фр. Maurice Blanchet), он назывался Dans La Nuit. Стеклянных дел мастер Рене Лалик (фр. René Lalique) разработал для него флакон. Вскоре была учреждена отдельная компания Les Parfumes Worth, которая в период между 1924 и 1947 годами выпустила более 20 ароматов.
При потомках Уорта Дом оставался успешным, но всё больше сталкивался с конкуренцией. В 1950 году он был поглощён Домом Жанны Пакен. В 1952 году с выходом на пенсию правнука основателя Жана-Шарля (1881—1962) влияние семьи Уортов закончилось. В 1956 году Дом прекратил свою деятельность.
Компанию Les Parfumes Worth приобрела компания Société Maurice Blanchet. В 1992 году она была продана Дэвиду Реймеру и стала частью International Classic Brands. В 1999 году её приобрёл Lenthéric, который сейчас является частью Shaneel Enterprises Ltd.

## Ароматы Les Parfumes Worth. 1924 – 1947
Приведены ароматы, о которых имеются сведения.

### женские духи
- Dans la Nuit (1924) – M. Бланше/Р. Лалик (флакон)
- Vers le Jour (1925) – M. Бланше/Р. Лалик (флакон)
- Cadeau de Paques (1928) – (парфюмер?)/Р. Лалик (флакон)
- Sans Adieu (1929) – M. Бланше/Р. Лалик (флакон)
- Fleurs Parisiennes (около 1929)
- Je Reviens (1932) – M. Бланше/Р. Лалик (флакон)
- Projets (1935) – (парфюмер?)/Р. Лалик (флакон)
- Rose (1937) – (парфюмер?)/Р. Лалик (флакон)
- Bobine (1944) – (парфюмер?)/Р. Лалик (флакон)
- Joueux Retour (1944) – (парфюмер?)/Р. Лалик (флакон)
- Requête (1944)

### туалетная вода для женщин
- Je Reviens (1932) – M. Бланше/Р. Лалик (флакон)
- Vers Toi (1934) – M. Бланше/(автор флакона?)

### одеколон для женщин
- Je Reviens (1932) – M. Бланше/Р. Лалик (флакон)

### масло для ванн
- Je Reviens (1932) – M. Бланше/Р. Лалик (флакон)

### аромат для мужчин
- Worth pour homme (1932) – Одетта Брель-Радиус/(автор флакона?)

### унисекс
- Imprudence (1938) – M. Бланше/(автор флакона?)

## Возрождение бренда
В 1999 году бренд House of Worth был возрождён предпринимателями Дилешем и Хитешем Мехтами. Интеллектуальная собственность дома была выкуплена у разных семейных и корпоративных потомков и консолидирована в единое юридическое лицо. Главным дизайнером стал Джованни Бедин, который до этого работал у Карла Лагерфельда и Тьерри Мюглера.
Первая коллекция от кутюр была представлена для сезона весна/лето 2010 года. В ней были обновлены и модернизированы эдвардианские корсеты, богато украшенные кружевами и перьями. Объёмные кринолины были заменены юбками из тюля. Короткие юбки (65 см) включались и в последующие коллекции от кутюр. В 2011 году дом представил свою первую коллекцию прет-а-порте.
Возрождённый дом перевыпустил духи Dans la Nuit (2000) и Je Reviens (2005) в переформулированных версиях. Он также представил новые ароматы Je Reviens Couture (2004), W Superbe, Joyeause Retour и Courtesan.

## Работы для кино
- 1938 — «Пигмалион», английский черно-белый художественный фильм, экранизация одноименной пьесы Бернарда Шоу.